# Messa solenne

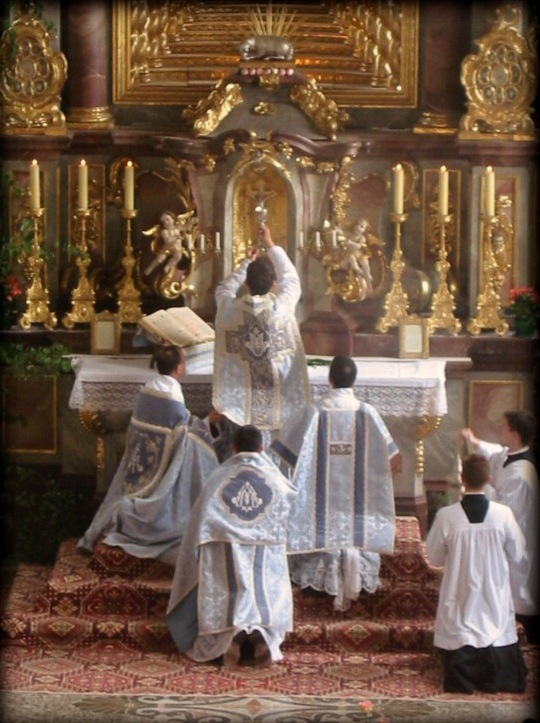
Elevazione durante una messa solenne. Si noti il sacerdote celebrante che solleva il calice, alla sua destra il diacono, alla sua sinistra un presbitero assistente (con il piviale). Al centro, dietro al celebrante, è inginocchiato il suddiacono (con il velo omerale sulle spalle), in basso a destra (in plano) due ministranti, uno dei quali maneggia il turibolo.

Una messa solenne (in latino Missa solemnis) è una messa tridentina celebrata con canto da un sacerdote con l'assistenza di un diacono e un suddiacono. Il ruolo degli ultimi due è spesso supplito da due preti. Nell'ultima versione del Messale Tridentino, promulgata da papa Giovanni XXIII, la messa solenne è definita come una messa in canto celebrata con l'assistenza dei sacri ministri, cioè diacono e suddiacono.

## Una forma della messa tridentina
Due sono le specie della messa tridentina: dicesi Messa "in canto", se di fatto il celebrante canta quelle parti che deve cantare secondo le rubriche; altrimenti dicesi "messa bassa" o "messa letta". La messa "in canto", inoltre, se è celebrata con l'assistenza dei sacri ministri (diacono e suddiacono), è chiamata "messa solenne"; se è celebrata senza ministri sacri, è detta "messa cantata".
Nella Catholic Encyclopedia del 1910, Adrian Fortescue spiegava l'origine delle diverse forme:
Nel primo medioevo la concelebrazione eucaristica venne sostituita da celebrazioni separate private. Nessun dubbio che l'usanza di offrire ogni messa per un'intenzione particolare contribuì a questo cambiamento. Le celebrazioni separate comportarono la prolificazione di altari nella stessa chiesa e la riduzione del rito alla forma più semplice possibile. Così si fece a meno del diacono e del suddiacono; il sacerdote celebrante oltre alla sua parte svolgeva anche la loro. Un ministrante sostituì il coro e gli altri ministri, tutto si diceva anziché cantarlo, vennero omessi l'incenso e il bacio della pace. Così sorse il noto rito della messa bassa (missa privata). Questo creò per contraltare la messa solenne (missa solemnis), in cui il celebrante recita tutto personalmente anche se lo canta anche il diacono, il suddiacono o il coro.
Più avanti nello stesso articolo Fortescue diceva:
La messa solenne è la norma; solo nel rito completo con diacono e suddiacono le cerimonie sono comprensibili. Per esempio, le rubriche dell'Ordinario della messa suppongono che la messa sia solenne. La messa bassa celebrata da un prete da solo con un ministro è una forma abbreviata e semplificata della stessa realtà. Il suo rituale può essere spiegato soltanto facendo riferimento alla messa solenne. Per esempio, il celebrante si sposta al lato del Vangelo per leggere il Vangelo, perché è quello il lato ove il diacono va in processione nella messa solenne; si volge sempre a destra perché nella messa solenne non dovrebbe volgere le spalle al diacono e così via. La messa cantata (missa cantata) è un compromesso moderno, in realtà una messa bassa, visto che l'essenza della messa solenne si trova non nella musica, ma nella partecipazione del diacono e del suddiacono.
L'edizione 1962 del Messale Romano modificò una delle citate osservazioni di Fortescue concernente la messa solenne: il sacerdote celebrante non legge più per sé l'Epistola e il Vangelo, ma in silenzio ne ascolta il canto eseguito rispettivamente dal suddiacono e dal diacono. Continua però a leggere sottovoce il graduale ecc.

## Musica
Per definizione, certe parti della messa solenne sono cantate dal sacerdote celebrante. Il diacono canta il vangelo e il suddiacono l'epistola. Tutte queste parti sono cantate in canto gregoriano. Altre parti sono cantate dal coro o in canto gregoriano (spesso in forma più complessa) o con altra musica. Tutte queste appartengono all'ordinario della messa. Alcuni altre parti cantate non appartengono all'ordinario, ma al proprio della messa, che varia di giorno in giorno: introito, graduale, alleluia o tratto, offertorio, communio. Il proprio contiene anche le sequenze (quali il Dies irae della messa da requiem) e in alcuni giorni della Settimana santa il Passio, canto del Vangelo che racconta la passione di Gesù. Altri canti fissi dell'ordinario della messa sono il Kyrie Eleison, il Gloria in excelsis Deo (omesso in alcune messe), il Credo (anch'esso omesso in alcune messe), il Sanctus (a volte separato dal Benedictus, che è la sua continuazione) e l'Agnus Dei.
Il Sanctus-Benedictus si separava per tradizione particolarmente nelle messe più elaborate, per non prolungare troppo la celebrazione: la prima parte, il Sanctus, veniva cantata prima della consacrazione e il Benedictus dopo. L'Instructio de musica sacra et sacra liturgia della Sacra Congregazione dei Riti del 3 settembre 1958 ha decretato: "Il Sanctus e il Benedictus, se sono cantati in gregoriano, devono essere cantati senza interruzione, altrimenti il Benedictus si canti dopo la Consacrazione". La distinzione appartiene al patrimonio musicale della tradizione: le messe di Bach, Mozart, Beethoven, Haydn, Verdi, Rossini e moltissimi altri compositori.
Benché la musica tipica delle messe solenni sia il canto gregoriano, una vasta varietà di musiche previste dall'ordinario della messa sono state composte nel corso dei secoli e sono a volte eseguite. Vi sono poi delle musiche scritte appositamente per il proprio di varie festività dell'anno liturgico. Un esempio è un Proprio di William Byrd per la messa della Madonna nel periodo di Avvento.
La musica della messa solenne è frequentemente eseguita da un coro generalmente costituito da laici sia uomini sia donne, talvolta costituito solo da chierici, seminaristi, religiosi, particolarmente nei monasteri e nei seminari. Il coro, se monastico, è solitamente schierato vicino all'altare. Ma con l'introduzione di musiche molto elaborate e di difficile esecuzione, molti laici sono entrati nei cori. Questo ha imposto di spostare le masse corali in posizioni laterali o nella tribuna in fondo alla chiesa, dove solitamente è situato l'organo.
Per la Chiesa cattolica, la messa in ogni sua forma, cantata o no, tridentina o post-tridentina, è innanzitutto la riattualizzazione in forma incruenta dello stesso sacrificio di sé che Gesù compì sulla croce per la redenzione degli uomini. Essa è altresì considerata un continuo canto di preghiera e di lode a Dio.

## Struttura e cerimoniale

### Prima della messa
Nella sagrestia, prima della vestizione, il sacerdote e i due sacri ministri si lavano le mani. Due accoliti assistono il diacono ed il suddiacono a vestire i paramenti liturgici. Questi recitano delle preghiere mentre vestono ciascun paramento sacro. Per prima cosa indossano l'amitto, un pezzo di stoffa rettangolare di lino che baciano prima di farlo passare sopra la testa e poi l'allacciano attorno al collo e le spalle. Indossano poi il camice, una lunga tunica bianca con le maniche. Quindi indossano il cingolo, un cordone di lana bianca che viene annodato intorno alla vita. Se la messa non sarà preceduta dal rito dell'aspersione o da altra cerimonia, si mettono pure il manipolo, un pezzo di stoffa ricamato piegato a metà e posto sul braccio sinistro. Se invece la messa sarà preceduto da un'altra cerimonia, i manipoli dei ministri sacri, come pure quello del sacerdote celebrante sono stati già deposti nel presbiterio della chiesa sulle sedie per essere messi dopo l'aspersione e prima dell'inizio della messa. Il suddiacono completa la sua vestizione con la tunica ricamata con le maniche corte sopra tutto il resto. Il diacono pone, dopo (eventualmente) il manipolo, la sua stola (una lunga sciarpa ricamata simile al manipolo ma più lunga) sulla sua spalla sinistra e la lega al cingolo sulla destra, e poi indossa la dalmatica (simile alla tunica). Il sacerdote indossa la stola intorno al collo e con il cingolo la lega davanti intorno alla vita. Se la messa non sarà preceduta da un'altra cerimonia, indossa su tutto, manipolo compreso, la casula (detta anche, ma nel Messale solo nel Codice delle Rubriche, la pianeta) colorata in funzione del periodo dell'anno liturgico o della festa. Se invece la messa sarà preceduta dall'aspersione, il sacerdote, senza manipolo, si mette invece della casula (che si trova già nel presbiterio) il piviale del colore appropriato.
Poi tutti e tre, prima di fare il loro ingresso nella chiesa, si mettono anche la berretta.
Nella tradizione tridentina, si fa ogni domenica prima della messa principale l'aspersione con acqua benedetta, che in nessun senso è considerata parte della messa. L'acqua dell'aspersione è benedetta nella sagrestia, non necessariamente dal sacerdote che celebrerà la messa. Poi nella chiesa il sacerdote che celebrerà la messa va ai gradini dell'altare, dove inginocchiato asperge l'altare tre volte, e poi se stesso. Dopo questo si alza e al suono dell'antifona Asperges me (o nel tempo pasquale la Vidi aquam) asperge i ministri, il clero e il popolo. Tornato all'altare recita una preghiera e va a mettersi il manipolo e a sostituire il piviale con la casula prima di iniziare la messa.

### La messa

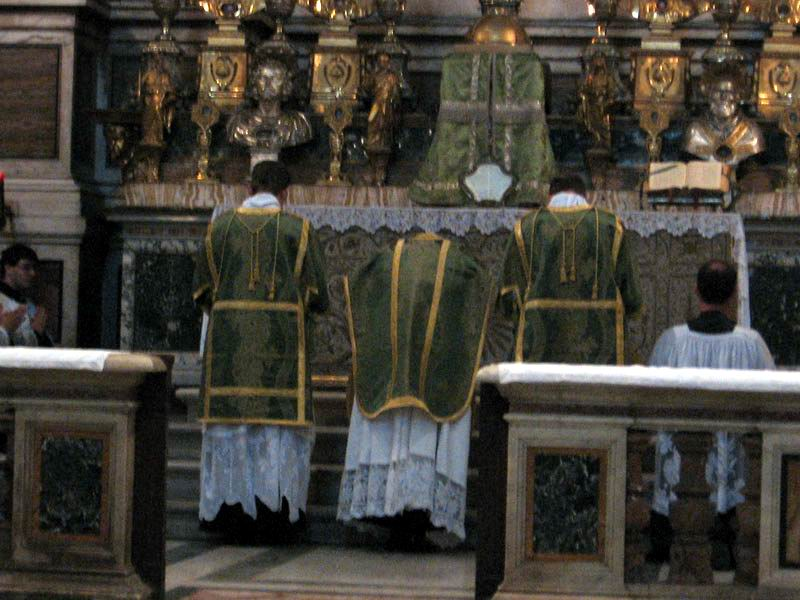
Recita del Confiteor in una messa solenne.

- Inizio della messa. Mentre il coro canta l'introito (testo religioso o delle sacre scritture seguito da un verso di salmo, dalla dossologia e dalla ripetizione del testo religioso), il sacerdote recita a bassa voce con i due ministri sacri le preghiere ai piedi dell'altare, alla fine delle quali sale con essi in mezzo all'altare, che bacia. Mette l'incenso nel turibolo portato dal turiferario e, accompagnato dai ministri sacri, incensa la croce e, in maniera elaborata, l'altare. Indi restituisce il turibolo al diacono, che lo incensa. Il turiferario poi riporta il turibolo in sagrestia.[11][12]
- Kyrie eleison. Il celebrante, mentre il diacono sta alla sua destra e il suddiacono alla destra del diacono, legge l'introito e poi il Kyrie eleison, alternandosi in questo con i sacri ministri. Intanto il coro comincia il canto del Kyrie eleison, durante il quale, se è particolarmente lungo, il celebrante e i due sacri ministri vanno a sedersi, con la berretta in testa, nelle sedie assegnate loro a tale scopo nel presbiterio dal lato dell'epistola dell'altare.[13]
- Gloria in excelsis Deo. Alla fine del canto del Kyrie, il celebrante e i sacri ministri, eventualmente lasciando le sedie e genuflettendo ai piedi dell'altare, si dispongono in linea al centro dell'altare con il diacono dietro il celebrante e il suddiacono dietro il diacono. Poi, se nella messa si canta il Gloria, il sacerdote ne intona le prime parole. Il coro canta il resto, e il diacono e il suddiacono salgono all'altare ponendosi ai fianchi del celebrante, mentre questi recita il resto a bassa voce. Quando hanno terminato, rimangono in attesa che il coro termini il suo canto o se questo è molto lungo possono andare a sedersi come durante il Kyrie.[13]
- Colletta. Verso la fine del canto del Gloria (o del Kyrie se il Gloria viene omesso), i sacri ministri si dispongono come per l'intonazione del Gloria, e il celebrante, rivolgendosi ai fedeli con le braccia estese (non oltre le spalle), canta Dominus vobiscum ("Il Signore sia con voi"), a cui il coro risponde: Et cum spiritu tuo ("E con il tuo spirito"). Il celebrante canta poi la colletta del giorno o le collette sul tono dell'orazione.[14]
- Epistola. Verso la fine dell'ultima colletta, il suddiacono prende il libro delle Epistole, concretamente un messale, che il cerimoniere gli porge dopo averlo preso dalla credenza, il tavolino nel lato destro del presbiterio su cui sono posati gli oggetti liturgici quali le ampolline, il calice, la patena, ecc..[15] Il suddiacono, rivolto all'altare, canta l'Epistola, che il sacerdote celebrante ascolta seduto. Poi il suddiacono va dal celebrante, gli bacia la mano e viene da lui benedetto (eccetto nelle messe per i defunti) e restituisce il messale al cerimoniere, che lo consegna al diacono.[16]
- Graduale e Alleluia (o Tratto). Il sacerdote celebrante, dopo avere ascoltato da seduto il canto dell'epistola, ritorna al libro sull'altare e legge sottovoce il Graduale e l'Alleluia (o il Tratto al posto dell'Alleluia nel periodo della quaresima), che il coro si mette a cantare immediatamente dopo il canto dell'epistola.

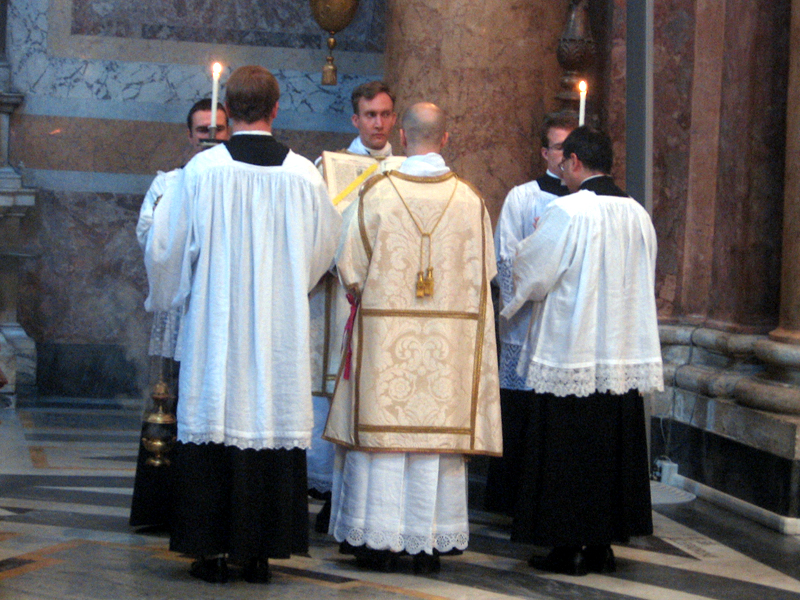
Canto del Vangelo prima del 1962. Il diacono lo cantava non versus populum allora. Tiene il libro il suddiacono, ai cui lati i ministranti ceroferarii (con le candele). A sinistra del diacono il turiferario e a destra il cerimoniere.

- Vangelo. Mentre il suddiacono porta il messale al lato del vangelo (il lato sinistro dell'altare, dove prima del 1962 il sacerdote leggeva il Vangelo a bassa voce), il diacono pone in mezzo all'altare il libro consegnatogli dal cerimoniere dopo il canto dell'Epistola e dal quale canterà il Vangelo. Il celebrante carica il turibolo di incenso nel modo consueto. Poi il diacono dice il Munda cor meum e riceve la benedizione del sacerdote. Si radunano ai piedi dell'altare gli accoliti con le candele, il cerimoniere, il turiferario con il turibolo, il suddiacono e il diacono, si genuflettono, e vanno in processione al lato sinistro, dove, di fronte all'altare e rivolto verso il popolo, il diacono canta il Vangelo nel libro retto dal suddiacono.[17]
- Omelia A questo punto è possibile (ma non obbligatorio) tenere l'omelia (sempre in lingua volgare).[18]
- Credo. Se è da dire il Credo, il celebrante intona le parole iniziali Credo in unum Deum e poi lo continua con i sacri ministri a bassa voce presso l'altare. Poi vanno a sedersi mentre il coro ne continua il canto. All'Incarnatus est tutti si genuflettono fino a et homo factus est. Quindi il diacono va alla credenza, prende la borsa, la porta all'altare, estrae il corporale e ve lo stende sopra. Se invece non si dice il Credo, il suddiacono lo porta insieme al calice all'inizio dell'offertorio.[19]

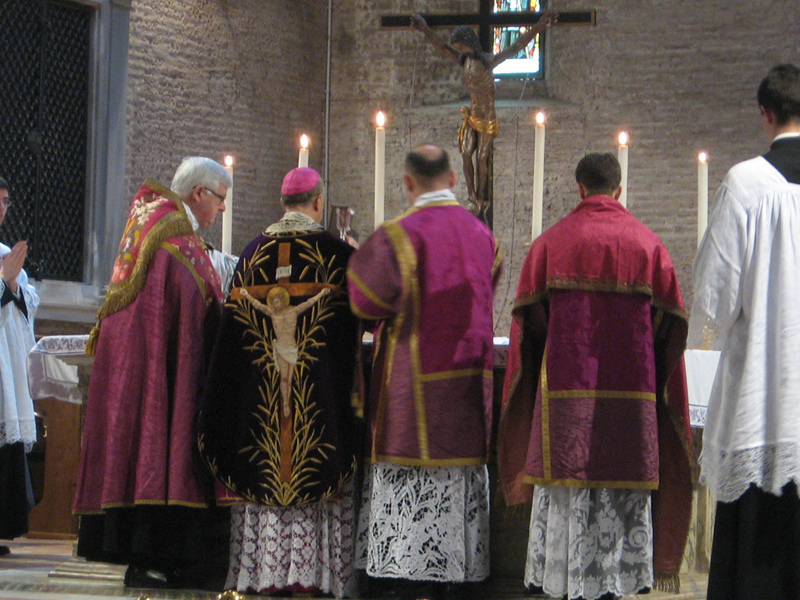
Offertorio di un pontificale solenne: il celebrante è rivestito della pianeta; alla sua sinistra un prete assistente in piviale; alla sua destra il diacono e a destra del diacono il suddiacono (con il velo omerale sulle spalle).

- Offertorio. Offertorio di un pontificale solenne: il celebrante è rivestito della pianeta; alla sua sinistra un prete assistente in piviale; alla sua destra il diacono e a destra del diacono il suddiacono (con il velo omerale sulle spalle). I ministri preparano l'altare mentre la schola canta l'antifona all'offertorio. Poiché il celebrante recita le preghiere dell'offertorio sottovoce, il canto dell'antifona, come indicato dai libri liturgici, può essere protratto per l'intera durata delle formule recitate, fino alla Secreta compresa. Se l'antifona all'offertorio è parte di un salmo, il coro può prolungare l'esecuzione recitando i seguenti versetti del salmo, alternati all'antifona, concludendo con il Gloria Patri; se non lo è, il Messale raccomanda che, dopo l'antifona prescritta, si scelga un salmo "adatto alla solennità"; al termine del canto dell'antifona e dell'eventuale salmo, se necessario, si può ulteriormente intonare "un altro canto in latino", la cui durata, però, non deve eccedere la recita dell'orazione detta secreta.[20] Dunque, mentre sacerdote e diacono preparano recitando le formule prescritte, il suddiacono va alla credenza e riceve il velo omerale (che in questo caso è chiamato continenza).[21] Posto il velo del calice da parte, il suddiacono porta il calice, la patena, il purificatorio e la palla all'altare. Il celebrante riceve la patena con l'ostia; pone l'ostia sul corporale dicendo Suscipe Sancte Pater.... Mentre il celebrante dice il Deus qui humanae..., il diacono versa il vino nel calice. Quindi il celebrante benedice l'acqua e il suddiacono ne versa una piccola quantità nel calice. Con la patena nella mano destra il suddiacono va ai piedi dell'altare e vi rimane, col viso rivolto a esso, in piedi sul gradino più basso, tenendo il velo omerale a coprire le braccia e la patena. Viene quindi posto dell'incenso nel turibolo e viene benedetto dal celebrante. Prima sono incensate le oblazioni, quindi l'altare, mentre il celebrante recita l'inizio del Salmo 140 Dirigatur Domine.... Il diacono incensa il celebrante, il coro e il suddiacono; poi il turiferario incensa il diacono, gli accoliti e il popolo.[22]
- Secreta. Dopo che il celebrante ha terminato la preghiera "Suscipe sancta Trinitas..." alza un poco la voce dicendo le due parole "Orate fratres" e prosegue in segreto il resto della frase. Dopo la risposta di un ministro o dei presenti, dice a bassa voce l'orazione all'offertorio detta secreta, propria della messa del giorno, concludendo l'ultima secreta con il canto Per omnia saecula saeculorum.[23]
- Prefazio. Dopo il dialogo del Sursum corda, il prete celebrante canta il prefazio della messa.[22]
- Sanctus. Dopo il prefazio cantato dal celebrante, i due sacri ministri si uniscono a lui nel recitare il Sanctus a bassa voce, mentre la schola inizia a cantarlo e lo continua mentre il sacerdote celebrante dice a bassa voce il Canone. Arrivato alla parte che inizia con Benedictus qui venit è possibile fare una pausa: il canto dal Benedictus fino al termine potrà essere completato dopo la consacrazione.

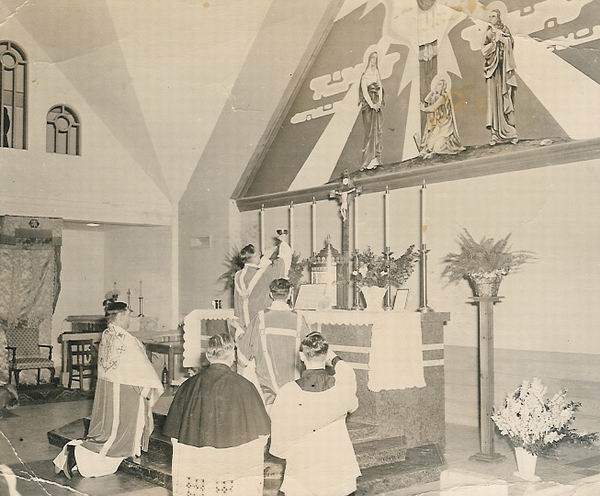
Elevazione del calice durante il canone a una Messa solenne.

- Canone della Messa. Il canone della Messa è detto dal celebrante interamente a bassa voce. Il diacono rimane in piedi a lato del celebrante e si genuflette sul primo gradino al momento della consacrazione. Le elevazioni, prima dell’ostia e poi del calice, sono entrambe fatte dal celebrante immediatamente dopo le rispettive consacrazioni. Il diacono ha il compito di coprire e scoprire il calice con la palla.
- Pater Noster. Il celebrante canta il Pater Noster da solo. Frattanto il suddiacono riporta la patena sull'altare e si toglie il velo omerale.
- Agnus Dei. I ministri dicono l'Agnus Dei all'altare a bassa voce, mentre il coro lo canta.
- Pace. Il celebrante dà il bacio della pace al diacono, che a sua volta lo dà al suddiacono. Quindi il suddiacono dà il bacio della pace al clero che assiste coralmente alla Messa. Mentre la schola continua a cantare l'Agnus Dei, il prete recita le preghiere prescritte per la propria comunione.
- Communio. Se si distribuisce la Comunione al popolo, occorre ripetere il Confiteor, cui fa seguito l'Ecce Agnus Dei.... Il celebrante distribuisce quindi la Comunione ai fedeli, ponendo l'ostia sulla lingua di ciascuno che la vuole ricevere. Intanto la Schola canta l'antifona alla Comunione iniziandola in qualunque momento dopo l'Ecce Agnus Dei....
- Abluzioni. Il celebrante purifica il calice e le sue dita nettandoli con acqua e vino. Quindi il suddiacono, coperti calice e patena con il velo, li riporta alla credenza. Terminate le abluzioni, il celebrante va al lato dell'epistola (a destra dell'altare, in cornu epistolae) e legge l'antifona alla Comunione a bassa voce.

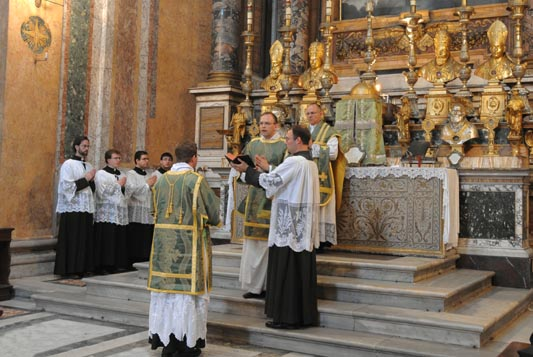
Ite, missa est cantato del diacono rivolto al popolo. Si noti sopra di lui il celebrante sul gradino più alto innanzi all'altare (la predella) e il suddiacono sotto di lui, rivolto verso l'altare. A destra il cerimoniere.

- Postcommunio. Dopo il Dominus vobiscum il celebrante canta la preghiera (o le preghiere) di Postcommunio. Il diacono canta il rimando, che può essere l'Ite, Missa est o il Benedicamus Domino, rivolto verso il popolo.
- Benedizione. Il celebrante pone le mani congiunte sull'altare e dice a bassa voce la preghiera Placeat tibi, Sancta Trinitas... per sé stesso e per coloro per i quali ha offerto la Messa. Quindi bacia l'altare e, voltandosi verso il popolo, lo benedice in nomine Patris, et Filii, et Spiritus Sancti, tracciando su tutti un segno di croce.
- Ultimo Vangelo. In genere il celebrante va al lato sinistro dell'altare (in cornu Evangelii) e legge l’Ultimo Vangelo. Dal Codice delle Rubriche del 1960, incorporato nell'edizione del Messale del 1962, il solo brano usato, fatta eccezione di quelle messe della Domenica delle palme che non sono precedute dalla benedizione e dalla processione delle palme, è Giovanni 1,1-14, durante la cui recita ci si genuflette alle parole Et Verbum caro factum est. In altre quattro occasioni si omette l’Ultimo Vangelo: quando si dice il Benedicamus Domino; alla terza messa del giorno di Natale; nella messa della Vigilia Pasquale; nella messa da requiem alle quali segue l'assoluzione. Nelle edizioni del Messale Romano anteriori al Codice de 1960, si leggeva l’Ultimo Vangelo a tutte le Messe: in genere Giovanni 1,1-14, ma quando c'erano due ricorrenze liturgiche coincidenti (feste, ferie o vigilie), ciascuna con un proprio brano evangelico, il Vangelo di quella ricorrenza che non era stato letto durante la celebrazione veniva letto come Ultimo Vangelo.
- Quindi si forma la processione all'uscita (regressus) nel seguente ordine: il crucifero tra i due accoliti, quindi il cerimoniere e infine i sacri ministri. La processione può essere accompagnata dal suono dell'organo (recessionale).